# Ausnahme
Eine Ausnahme (Lehnübersetzung aus lateinisch ex-ceptio) findet neben der Alltagssprache als Fachwort in vorrangig in der Philosophie und der Jurisprudenz seine Anwendung. Sie bezeichnet einen Fall, der nicht von einer Regel abgedeckt ist oder sich im Widerspruch zu einer gegenwärtigen Regel befindet. Insbesondere wurde der Begriff der Ausnahme durch den Theologen Søren Kierkegaard geprägt, dessen Begriffsarbeit von Schmitt in die Rechtsphilosophie und von Jaspers in die Existenzphilosophie eingeführt wurde. Weiterhin findet sich im Spätwerk Heideggers Vom Ereignis eine Weiterentwicklung des Begriffes, die starke Parallelen zur Mystik aufweist.

## Bei Søren Kierkegaard
Kierkegaards Gedanken zur Ausnahme sind weitgehend von seinem Bestreben bestimmt, sich als legitime Ausnahme gegenüber dem Allgemeinen zu verstehen und zu begründen. Dabei findet der eigentliche Begriff der Ausnahme bei ihm vor allem in der Doppelschrift Furcht und Zittern und Die Wiederholung seine Ausarbeitung, die dann von Carl Schmitt aufgegriffen wird.

„Die Ausnahme erklärt also das Allgemeine und sich selbst; und wenn man das Allgemeine recht studieren will, braucht man sich bloß nach einer berechtigten Ausnahme umzusehen. Die legt alles viel deutlicher an den Tag als das Allgemeine selbst. Die berechtigte Ausnahme ist versöhnt im Allgemeinen. Das Allgemeine ist gegen die Ausnahme von Grund aus polemisch; denn von seiner Vorliebe will es sich nichts merken lassen, bis die Ausnahme es gleichsam zum Eingeständnis derselben zwingt. Wenn die Ausnahme diese Macht nicht hat, ist sie nicht berechtigt; und darum ist es von dem Allgemeinen sehr klug, sich nicht zu früh etwas merken zu lassen. Dass der Himmel einen Sünder mehr liebt, als neunundneunzig Gerechte, weiß der Sünder selbst zunächst nicht. Im Gegenteil, er empfindet nur den Zorn des Himmels, bis er zuletzt den Himmel gleichsam nötigt mit der Sprache rauszurücken. Auf die Länge wird man des ewigen, nachgerade langweiligen Geredes vom Allgemeinen überdrüssig. Es gibt Ausnahmen. Kann man sie nicht erklären, so kann man auch das Allgemeine nicht erklären. Wenn man, wie gewöhnlich, das Allgemeine nicht mit Leidenschaft denkt, sondern nur mit einer bequemen Oberflächlichkeit, merkt man die Schwierigkeit freilich nicht. Die Ausnahme denkt das Allgemeine mit energischer Leidenschaft.“

Biographisch bedingt begriff sich Kierkegaard selbst als Ausnahme – ein zentrales Motiv in seinem Leben, das immer neue Anwendung fand: Sein Verhältnis zum Vater, seine kurzlebige Verlobung mit Regine Olsen, seine dauerhafte Kritik an der Allgemeinheit, speziell: der dänischen Staatskirche. Dabei ist für ihn die Ausnahme die existenzielle und notwendige Entscheidung zwischen dem Allgemeinen und dem Ewigen, also zwischen dem Ethischen und dem Göttlichen. Hegel folgend setzt Kierkegaard das Allgemeine mit dem Ethischen gleich, von dem kein Weg zum Religiösen und somit zur Erlösung führt. Erst durch den Ausschluss des Einzelnen aus dem Allgemeinen wird ihm ein Sprung ins Religiöse und damit ins Heil möglich. Als besonderes Beispiel einer solchen erzwungenen Entscheidung bringt Kierkegaard die biblische Erzählung Abrahams, der, von Gott zur Opferung Isaaks aufgefordert, sich in Furcht und Zittern vor die Entscheidung gestellt sah:

„die Handlung Abrahams ist, ethisch ausgedrückt: er wollte Isaak morden; religiös ausgedrückt wollte er Isaak opfern. Aber in diesem Widerspruch liegt eben die Angst, die wohl einem Menschen den Schlaf rauben kann; und doch ist Abraham nicht der, der er ist, ohne diese Angst.“

Abrahams Handeln gilt Kierkegaard dennoch als legitim und führt zu der Fragestellung, unter welchen Bedingungen eine (teleologische) Suspension des Ethischen möglich ist. Hierin wird zugleich die Polarität zum Allgemeinen deutlich: Als Allgemeines hat das Ethische zum τέλος (telos) das gute menschliche Miteinander und ist somit der τέλος der Geschichte. Im Gegenzug dient Abrahams Entscheidung seinem persönlichen Heil vor Gott, und darin unterscheidet er sich von ähnlichen Figuren wie z. B. beim Opfer der Iphigenie durch Agamemnon, welches das Allgemeinwohl der Griechen zum Zweck hatte. Abrahams Opfer diente nur ihm als Beweis seines Gottesvertrauens und ist somit eine legitime Ausnahme vom Allgemeinen.

## Bei Carl Schmitt
Schmitt nutzt den Begriff der Ausnahme als zentralen Ausgangspunkt seiner Souveränitäts- und Rechtsbegründung und damit als Kern seines Dezisionismus:

„Souverän ist, wer über den Ausnahmezustand entscheidet.“

Einen solchen Ausnahmefall kann man dabei juristisch nicht exakt bestimmen, er „kann höchstens als Fall äußerster Not, Gefährdung der Existenz des Staates oder dergleichen bezeichnet, nicht aber tatsbestandsmäßig umschrieben werden.“ Mit der Souveränitätsbestimmung aus der Ausnahme gewinnt Schmitts Dezisionismus seine argumentative Stärke, da er Rechtsbegründung und Rechtsverwirklichung zentral an den in der Ausnahme sich zeigenden Souverän koppelt. Der Souverän wird dabei – in Anlehnung an Kierkegaards legitimen Einzelnen als handelndes Subjekt und nicht als Rechtsfigur gedacht. Die Dialektik der Ausnahme hebt die Entscheidung zugleich notwendigerweise hervor:

„So wie im Normalfall das selbstständige Moment der Entscheidung auf ein Minimum
zurückgedrängt werden kann, wird im Ausnahmefall die Norm vernichtet.“

„In seiner absoluten Gestalt ist der Ausnahmefall dann eingetreten, wenn erst die Situation geschaffen werden muss, in der Rechtssätze gelten können. Jede generelle Norm verlangt eine normale Gestaltung der Lebensverhältnisse, auf welche sie tatbestandsmäßig Anwendung finden soll und die sie ihrer normativen Regelung unterwirft. Die Norm braucht ein homogenes Medium. Es muss eine normale Situation geschaffen werden, und souverän ist derjenige, der definitiv darüber entscheidet, ob dieser normale Zustand wirklich herrscht. Hier sondert sich die Entscheidung von der Rechtsnorm, und (um es paradox zu formulieren) die Autorität beweist, dass sie, um Recht zu schaffen, nicht Recht zu haben braucht.“

Weiteres findet sich unter Carl Schmitt – Verfassung, Souveränität und Ausnahmezustand.